# Andrzej Dorawa
Andrzej Dorawa – polski puzonista, zaś w późniejszych latach organista i stroiciel fortepianów. 

## Kariera muzyczna
W latach 1962–1965 należał do czołówki najlepszych puzonistów w kraju. Zaczynał w klubie Żak w Gdańsku, w Tralabomba Jazz Bandzie, występującym także pod szyldem Dixieland Sextet. Następnie grał w Big Bandzie Jana Tomaszewskiego, a na początku lat 60. związał się z zespołem Flamingo, po czym przeniósł się do Warszawy, gdzie grał w formacjach: Ragtime Jazz Band, Warszawscy Stompersi ì Old Timers. Później występował w zespole Czesława Niemena Akwarele (1967), a następnie w Bizonach pod kier. Zbigniewa Bizonia (1968). 
Pod koniec lat 60. wyemigrował za granicę i obecnie mieszka na Florydzie. Jako organista prowadził tam własne trio jazzowe i zajmował się strojeniem fortepianów.